# Otto Alfred Briffod
Otto Alfred Briffod, né le 21 mai 1869 à Muri bei Bern et mort le 22 janvier 1918 à Lausanne, est un peintre décorateur suisse.

## Biographie
Otto Alfred Briffod, né à Muri le 21 mai 1869 et mort à Lausanne le 22 janvier 1918, s'établit à Genève avec ses parents à l'âge de douze ans, puis apprend le métier de peintre d'enseignes en suivant les cours du soir de l'école d'art de Genève. Il se forme ensuite en Belgique et surtout en France, à Lyon puis à Paris, où il étudie à l'École nationale des arts décoratifs et à l'École des Beaux-arts. Après trois ans, il rentre en Suisse, où il est chargé en 1896 des décors du Village suisse de l'Exposition nationale de Genève. De 1899 à 1901, il dirige à Neuchâtel l'atelier d'art décoratif de Clément Heaton. Il s'établit alors à Lausanne, où il crée son propre atelier à la « Villa Bonneveine » (av. de Béthusy 36).
Briffod, selon le Dictionnaire des artistes suisses, « peut-être considéré comme un des principaux artisans de la rénovation de la décoration artistique ». Il a travaillé en effet dans de nombreux lieux de culte (églises protestantes de Bursins, Yvonand, Bussy-Chardonney, Le Lieu, Longirod, Glion, et dans l'église catholique de Poliez-Pittet), ainsi que dans de nombreux bâtiments profanes. Parmi ses chefs-d'œuvre figurent à Lausanne la décoration du hall de l'immeuble résidentiel « La France » (av. de Rumine 53) (1900), construit selon les plans de l'architecte Francis Isoz, où il transcrit en deux tableaux une tapisserie d'Eugène Grasset présentée l'Exposition universelle de Paris en 1900. On lui doit aussi le décor intérieur de la Synagogue de Lausanne.